# خورخي إيفان بيريز
خورخي إيفان بيريز (بالإسبانية: Jorge Iván Pérez)‏ هو لاعب كرة قدم أرجنتيني، ولد في 23 مايو 1990 في تانديل في الأرجنتين. لعب مع إنديبندينتي وبانفيلد وسان مارتين دي سان خوان.

## وصلات خارجية
- خورخي إيفان بيريز على موقع قاعدة بيانات كرة القدم.إي يو (الإنجليزية)
- خورخي إيفان بيريز على موقع Soccerway.com (الإنجليزية)